# Rajon Jahotyn
Der Rajon Jahotyn (ukrainisch Яготинський район/Jahotynskyj rajon; russisch Яготинский район/Jagotinski rajon) war eine Verwaltungseinheit innerhalb der Oblast Kiew im Zentrum der Ukraine. Zentrum und Teil des Rajons, welcher bereits seit 1937 besteht und 1954 der Oblast Kiew zugeschlagen wurde, war die Kleinstadt Jahotyn.

Flagge des Rajons

Am 17. Juli 2020 kam es im Zuge einer großen Rajonsreform zum Anschluss des Rajonsgebietes an den Rajon Boryspil.

## Geographie
Der Rajon Jahotyn lag im Osten der Oblast Kiew und grenzt im Norden an den Rajon Shuriwka, im Nordosten an den Rajon Pryluky (Oblast Tschernihiw), im Osten an den Rajon Pyrjatyn (Oblast Poltawa), im Südosten an den Rajon Drabiw (Oblast Tscherkassy), im Südwesten an den Rajon Perejaslaw-Chmelnyzkyj sowie im Nordwesten an den Rajon Baryschiwka.
Zum Verwaltungsgebiet gehörten:
- 1 Stadt: Jahotyn

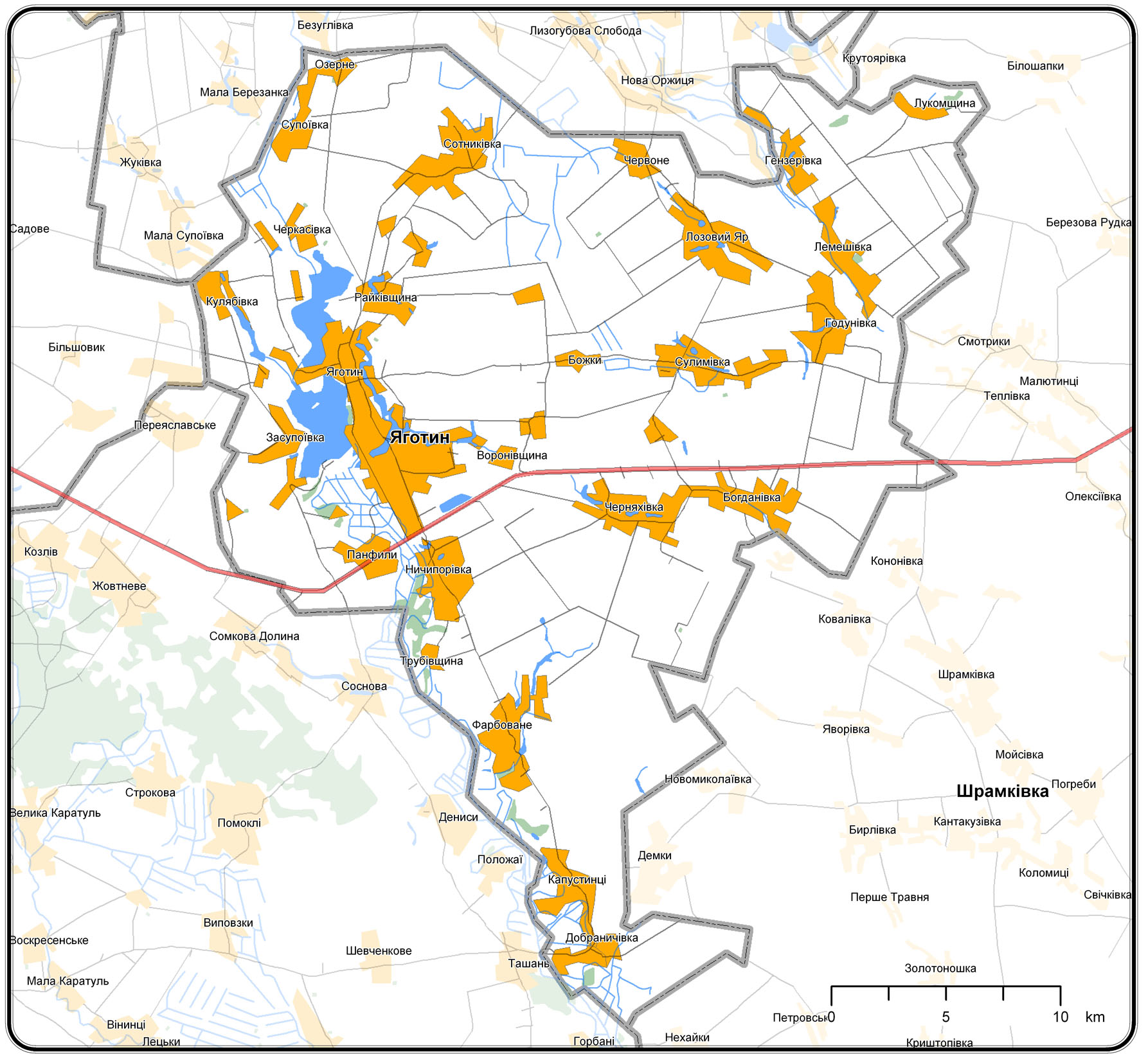
Übersichtskarte über den Rajon

- 39 Dörfer, 2 Siedlungen unterteilt in 18 Landratsgemeinden

## Administrative Gliederung
Auf kommunaler Ebene war der Rajon administrativ in eine Stadtgemeinde und 18 Landratsgemeinden unterteilt, denen jeweils einzelne Ortschaften untergeordnet waren.

### Stadt
| Städte                   | Städte     | Städte           |
| Name                     | Name       | Name             |
| ukrainisch transkribiert | ukrainisch | russisch         |
| ------------------------ | ---------- | ---------------- |
| Jahotyn                  | Яготин     | Яготин (Jagotin) |

### Dörfer
| Dörfer                    | Dörfer          | Dörfer                                     | Dörfer            |
| Name                      | Name            | Name                                       | Gemeindezuordnung |
| ukrainisch transkribiert  | ukrainisch      | russisch                                   | Gemeindezuordnung |
| ------------------------- | --------------- | ------------------------------------------ | ----------------- |
| Bohdaniwka                | Богданівка      | Богдановка (Bogdanowka)                    | Bohdaniwka        |
| Boschky                   | Божки           | Божки (Boschki)                            | Sulymiwka         |
| Dobranytschiwka           | Добраничівка    | Добраничевка (Dobranitschewka)             | Kapustynzi        |
| Dsjubiwka                 | Дзюбівка        | Дзюбовка (Dsjubowka)                       | Supojiwka         |
| Dwirkiwschtschyna         | Двірківщина     | Дворковщина (Dworkowschtschina)            | Dwirkiwschtschyna |
| Farbowane                 | Фарбоване       | Фарбованое (Farbowanoje)                   | Farbowane         |
| Fedoriwka                 | Федорівка       | Фёдоровка (Fjodorowka)                     | Sassupojiwka      |
| Henseriwka                | Гензерівка      | Гензеровка (Genserowka)                    | Lemeschiwka       |
| Hoduniwka                 | Годунівка       | Годуновка (Godunowka)                      | Hoduniwka         |
| Hryhoriwka                | Григорівка      | Григоровка (Grigorowka)                    | Sassupojiwka      |
| Kajnary                   | Кайнари         | Кайнары (Kainary)                          | Dwirkiwschtschyna |
| Kapustynzi                | Капустинці      | Капустинцы (Kapustinzy)                    | Kapustynzi        |
| Koptewytschiwka           | Коптевичівка    | Коптевичевка (Koptewitschewka)             | Bohdaniwka        |
| Kuljabiwka                | Кулябівка       | Кулябовка (Kuljabowka)                     | Kuljabiwka        |
| Lebediwka                 | Лебедівка       | Лебедевка (Lebedewka)                      | Schorawka         |
| Lemeschiwka               | Лемешівка       | Лемешовка (Lemeschowka)                    | Lemeschiwka       |
| Losowyj Jar               | Лозовий Яр      | Лозовый Яр (Losowy Jar)                    | Losowyj Jar       |
| Lukomschtschyna           | Лукомщина       | Лукомщина (Lukomschtschina)                | Lemeschiwka       |
| Nytschyporiwka            | Ничипорівка     | Ничипоровка (Nitschiporowka)               | Nytschyporiwka    |
| Oserne                    | Озерне          | Озёрное (Osjornoje)                        | Supojiwka         |
| Panfyly                   | Панфили         | Панфилы (Panfily)                          | Panfyly           |
| Pluschyky                 | Плужники        | Плужники (Pluschniki)                      | Kapustynzi        |
| Rajkiwschtschyna          | Райківщина      | Райковщина (Raikowschtschina)              | Rajkiwschtschyna  |
| Rokytne                   | Рокитне         | Ракитное (Rakitnoje)                       | Rajkiwschtschyna  |
| Rosumiwka                 | Розумівка       | Разумовка (Rasumowka)                      | Rajkiwschtschyna  |
| Sassupojiwka              | Засупоївка      | Засупоевка (Sassupojewka)                  | Sassupojiwka      |
| Schewtschenkowe           | Шевченкове      | Шевченково (Schewtschenkowo)               | Kuljabiwka        |
| Schorawka                 | Жоравка         | Жоравка                                    | Schorawka         |
| Sokoliwschtschyna         | Соколівщина     | Соколовщина (Sokolowschtschina)            | Jahotyn           |
| Sotnykiwka                | Сотниківка      | Сотниковка (Sotnikowka)                    | Sotnykiwka        |
| Sulymiwka                 | Сулимівка       | Сулимовка (Sulimowka)                      | Sulymiwka         |
| Supojiwka                 | Супоївка        | Супоевка (Supojewka)                       | Supojiwka         |
| Trubiwschtschyna          | Трубівщина      | Трубовщина (Trubowschtschina)              | Nytschyporiwka    |
| Tscherkassiwka            | Черкасівка      | Черкасовка (Tscherkassowka)                | Supojiwka         |
| Tschernjachiwka           | Черняхівка      | Черняховка (Tschernjachowka)               | Tschernjachiwka   |
| Tscherwone                | Червоне         | Червоное (Tscherwonoje)                    | Tscherwone        |
| Tscherwone Saritschtschja | Червоне Заріччя | Червоное Заречье (Tscherwonoje Saretschje) | Jahotyn           |
| Tuschyliw                 | Тужилів         | Тужилов (Tuschilow)                        | Kuljabiwka        |
| Woroniwschtschyna         | Воронівщина     | Вороновщина (Woronowschtschina)            | Dwirkiwschtschyna |
| Siedlungen                |                 |                                            |                   |
| Hretschaniwka             | Гречанівка      | Гречановка (Gretschanowka)                 | Tschernjachiwka   |
| Tschernjachiwka           | Черняхівка      | Черняховка (Tschernjachowka)               | Dwirkiwschtschyna |